# (15955) Johannesgmunden
(15955) Johannesgmunden est un astéroïde de la ceinture principale.

## Description
(15955) Johannesgmunden est un astéroïde de la ceinture principale. Il fut découvert le 26 janvier 1998 à Linz par Erich Meyer. Il présente une orbite caractérisée par un demi-grand axe de 2,79 UA, une excentricité de 0,04 et une inclinaison de 3,1° par rapport à l'écliptique.

## Compléments